# Modelo simples da biosfera
O modelo simples da biosfera (em inglês: Simple Biosphere Model – SiB), proposto por Sellers et al. em 1986 é um modelo simples mas realístico da biosfera para ser operado juntamente com os modelos de circulação geral da atmosfera (GCMs).
O modelo foi um tentativa de incorporar um realismo biofísico na formulação do balanço de radiação e de energia a um nível de sofisticação apropriada a existir nos modelos GCMs. Um método interativo de otimização foi utilizado para definir um novo conjunto de parâmetros morfológicos e fisiológicos da vegetação.
Medidas micrometeorológicas, incluindo fluxos de energia, coletados acima do dossel da Floresta Amazônica foram usadas para validar e calibrar os parâmetros do "SiB". O conjunto de parâmetros otimizados resultou em melhor ajuste entre os fluxos de calor latente e calor sensível calculados e os observados. Os valores de condutância do dossel encontrados foram menores do que àqueles descritos na literatura, e evidenciou que a resposta estomática ao déficit de pressão de vapor d’água e ao potencial d’água na folha desempenha papel fundamental na determinação do curso diurno da transpiração da floresta tropical.
A estratégia adotada pelo pesquisador na formulação do modelo SiB foi modelar a própria vegetação e deixar a mesma determinar as maneiras com que a vegetação interage com a atmosfera. A vegetação foi representada por duas camadas distintas, uma representada pelas árvores e arbustos (Vegetação superior) e outra representada pelas gramíneas e plantas herbáceas (vegetação inferior). O modelo SiB necessita de parâmetros das propriedades morfológicas, físicas e fisiológicas das plantas. O modelo SiB possui na formulação sete variáveis de prognóstico do estado físico: duas temperaturas, duas de armazenamento de água no na planta, e três camadas indicando a umidade do solo.